# Arbeit und Struktur
 Arbeit und Struktur ist ein autobiografisches Buch von Wolfgang Herrndorf, das 2013 im Rowohlt Verlag erschien. Es dokumentiert die letzten dreieinhalb Jahre seines Lebens, von der Diagnose seines Hirntumors bis zu seinem Suizid.

## Entstehung
Bei Herrndorf wurde im Februar 2010 ein Hirntumor (Glioblastom) diagnostiziert. Daraufhin begann er ein digitales Tagebuch, um seine Freunde über seinen Gesundheitszustand auf dem Laufenden zu halten. Später beschloss er, das Tagebuch öffentlich zu machen und erreichte damit immer mehr Leser. Dadurch wandelte sich das Blog vom reinen Informationsmedium zum literarisch geformten Text. Am Ende konnte er die Arbeit daran nur noch unter großer Anstrengung und mit Hilfe seiner Freunde fortsetzen.
Herrndorf wollte, dass sein Blog nach seinem Tod „kritisch durchgesehen und lektoriert“ als Buch veröffentlicht wird. Diese Aufgabe übernahmen Kathrin Passig und Marcus Gärtner, die auch ein kurzes Nachwort dafür verfassten und die im Blog gesetzten Links durch einen Anmerkungsteil im Buch ersetzten.
Herrndorf widmete das Buch seinen 22 Ärzten, die in chronologischer Reihenfolge am Ende des Bandes aufgezählt werden.

## Titel
Der Titel Arbeit und Struktur verdeutlicht Herrndorfs Plan für die ihm verbleibende Lebenszeit: Er behielt einen strukturierten Tagesablauf bei, um möglichst viel an seinen noch unvollendeten Texten arbeiten zu können. Zum Zeitpunkt der Diagnose hatte er zwei Romane angefangen. Da er nun schneller, phasenweise geradezu manisch arbeitete, konnte der Roman Tschick Ende 2010 veröffentlicht werden, im Jahr darauf der Roman Sand (in Arbeit und Struktur auch als „Wüstenroman“ bezeichnet). Er begann einen weiteren Roman, Bilder deiner großen Liebe (in Arbeit und Struktur Isa genannt), den er aber nicht mehr beenden konnte und der nach seinem Tod als Fragment veröffentlicht wurde.